# 巴彦岱镇
巴彦岱镇，是中华人民共和国新疆维吾尔自治区伊犁哈萨克自治州伊宁市下辖的一个镇。

## 行政区划
巴彦岱镇下辖以下地区：
新桥社区、新村、巴彦岱村、墩巴扎村、三段村、铁厂沟村、干沟村和苏勒阿勒玛塔村。